# Таусамал (Алма-Ата)
Таусамалы (каз. Таусамалы, до 2007 г. — Каменка) — село в Наурызбайском районе Алматы Казахстана. Административный центр сельского округа Таусамалы. Основано в 1933 году. Код КАТО — 195239100. Расположено в 17 км к востоку от районного центра г. Каскелен, между реками Каргалы и Ойжайлау, на высоте 810 м над уровнем моря, во влажном агроклиматическом поясе на северном склоне Иле Алатау.

## История
Основано в 1933 году. В 1974 году основан НИИ «Каменский» — НИИ особых пород животноводства. Ныне на его основе функционирует АО, производственные кооперативы и товарищества. 
В 2014 году присоединили к городу Алма-Ата

## Население
В 1999 году население села составляло 5787 человек (2779 мужчин и 3008 женщин). По данным переписи 2009 года в селе проживал 8591 человек (4108 мужчин и 4483 женщины).